# Troy DeVries
Troy Anthony DeVries (Mount Vernon, 27 luglio 1982) è un ex cestista statunitense.

## Palmarès
- Campionati portoghesi: 1

Porto: 2016